# توغرول ناريمانبايوف
توغرول فارمان أوغلو ناريمانبايوف (بالأذرية: Toğrul Nərimanbəyov) (عام 1930، باكو، جمهورية أذربيجان الاشتراكية السوفيتية - 2 يونيو 2013، باريس، فرنسا) – هو رسام أذربيجاني، حائزعلى جائزة الدولة لاتحاد الجمهوريات الاشتراكية السوفياتية وجمهورية أذربيجان الاشتراكية السوفيتية، الرسام الشعبي في الاتحاد السوفيتي، متقاعد فردي لرئيس جمهورية أذربيجان.

## سيرة ذاتية ونشاطه
ولد توغرول ناريمانبايوف في 7 أغستس، عام 1930 في باكو.هو عصله من مدينة شوشا. تخرج توغرول ناريمانبايوف من المدرسة الأذربيجان للفنون إسمه عزيم عزيمزاده في 1950 ومن معهد فيلنيوس للفنون في ليتوانيا في 1955. بدأ نشاته المهنية منذ خمسينات من القرن العشرين.
في عام 1955 أصبح توغرول ناريمانبايوف عضوا في اتحاد الفنانين في اتحاد الجمهوريات الاشتراكية السوفياتية. من بين أعمال الفترة الأولى من نشاطه الإبداعي: «مشهد بايل»، «عاصفة أقوى»، «السعادة»، «الفرح»، «من أجل الحياة»، «من أجل مستقبل مشرق» وغيرها.
وفي عام 1967 حصل ناريمانبايوف على لقب «فنان الشعب في أذربيجان» وفي عام 1989 - فنان الشعب في اتحاد الجمهوريات الاشتراكية السوفياتية.
أقيمت معارضه الفردية بباكو وفي الأعوام 1961 و1965 و1975 وفي موسكو في عامي 1967 و1972، وفي فيلنيوس في 1972، وفيفولغوغراد في 1973، وفي براغ في 1965، وفي فروتسواف في 1973.
توفي توغرول ناريمانبايوف في 2 يونيو عام 2013 في مستشفى في باريس.